# كيم تورنر (منافسة ألعاب القوى)
كيم تورنر (بالإنجليزية: Kim Turner)‏ هي منافسة ألعاب القوى أمريكية، ولدت في 21 مارس 1961 في برمنغهام في الولايات المتحدة.

## وصلات خارجية
- كيم تورنر على موقع الاتحاد الدولي لألعاب القوى (الإنجليزية)
- كيم تورنر على موقع أوليمبيديا (الإنجليزية)